# 上维斯
上维斯是德国莱茵兰-普法尔茨州的一个市镇。总面积2.02平方公里，总人口147人，其中男性73人，女性74人（2011年12月31日），人口密度73人/平方公里。